# Ореховский район (Костромская область)
Ореховский район — административно-территориальная единица в составе Ярославской и Костромской областей РСФСР, существовавшая в 1941—1959 годах. Административный центр — село Орехово.
Ореховский район образован в 1941 году в составе Ярославской области. В него вошли Воздвиженский, Елегинский, Коныгинский, Котельский, Плещеевский, Пилятинский, Рождественский, Романцевский, Троицкий и Трубинский с/с Буйского района, а также Вознесенский, Заречный, Дорковский, Кабановский, Костомский, Кузьминский, Мишковский, Нагатинский, Нижне-Березовский, Нольский, Ожегинский, Олешский, Павловский, Русаковский и Рябинковский с/с Галичского района.
В 1944 году Ореховский район был включён в состав Костромской области.
В 1959 году Ореховский район был упразднён, а его территория разделена между Буйским и Галичским районами.